# Leonhard Ganzer
Leonhard Johann Ganzer (* 1969 in Klagenfurt) ist ein österreichischer Lagerstättenkundler und Hochschullehrer.

## Leben und Wirken
Leonhard Ganzer wurde 1969 in Klagenfurt geboren, wuchs in Eisenkappel auf und maturierte im Jahr 1987 am Gymnasium in Völkermarkt. In seinem Maturajahr wurde der nebenbei unter anderem als Sportschütze an der Armbrust aktive Ganzer als Mitglied des Schützenvereines Eisenkappel Junioren-Weltmeister. Seine akademische Laufbahn führte ihn nach dem Grundwehrdienst an die Montanuniversität Leoben, die er im Jahr 1994 als Diplomingenieur im Bereich Petroleum Engineering abschloss. Für eine neu gegründete Studienrichtung verbrachte er ein Semester an der Colorado School of Mines (CSM) in Golden im US-Bundesstaat Colorado. Er war der erste Leobener Student, der am „International Study Program“ mit der CSM teilnahm. Neben dem Armbrustschießen ist Ganzer bereits seit der Jugend als Squashspieler aktiv und zählte in den 1990er Jahren zu einem der führenden Spieler in Kärnten. Im Sommer 1994 wurde er Universitätsassistent an seiner Alma Mater und war als solcher bis 1999 bei Zoltán Heinemann tätig. Dazwischen promovierte er im Juni 1997 mit der Dissertation Petroleum Reservoir Simulation Using Mixed Models zum Dr. mont.
Nach seinem Abgang von der Montanuniversität Leoben im Jahr 1999 war Ganzer zu Beginn des neuen Jahrtausends für verschiedene Unternehmen in Österreich und den Vereinigten Staaten tätig. In Leoben arbeitete er bei der HOT Engineering GmbH, einem Spin-off-Unternehmen der Montanuniversität, das sich vor allem auf die Simulation von Erdöl- und Erdgaslagerstätten und Softwareentwicklung spezialisiert hat. Anfangs noch in Österreich wechselte er für zwei Jahre nach Houston, Texas, bzw. Denver, Colorado, wo er immer wieder Fachkurse über Reservoir Engineering oder verwandte Gebiete hielt. 2001 zog es ihn wieder zurück nach Österreich und war von hier aus wieder einige Jahre in der Industrie – vorrangig im Bereich der Simulation von Erdöl- und Erdgaslagerstätten – tätig. Nachdem die Bestellung der Nachfolge Heinemanns als Professor für Reservoir Engineering an der Montanuniversität Leoben ausgeschrieben worden war, bewarb sich Ganzer für die Stelle und wurde im Jänner 2006 zum neuen Leiter des Lehrstuhls Reservoir Engineering ernannt.
Im Jänner 2009 trat Ganzer die Nachfolge des gebürtigen Leobeners Günter Pusch (* 1941) als Universitätsprofessor für Erdöl- und Erdgaslagerstättentechnologien an der TU Clausthal an. An der Technischen Universität der Berg- und Universitätsstadt kümmerte sich Ganzer anfangs vornehmlich um Forschung und Lehre in den Bereichen Charakterisierung von Lagerstätten, Lagerstättenmodellierung und -simulation sowie um Lagerstättenmanagement und die Bearbeitung von schwer erschließbaren Erdgaslagerstätten, sogenannten „Tight Gas“-Lagerstätten. In den späteren Jahren, in denen Ganzer immer wieder von den Gremiumsmitgliedern des Energie-Forschungszentrums der TU Clausthal in seinem Amt bestätigt wurde, übernahm er zahlreiche weitere Aufgabengebiete. Für den gebürtigen Kärntner kamen nicht nur Aufgaben als Vorstandsmitglied des Forschungszentrums Energiespeichertechnologien (EST; Bereich: Energiewandlung und -speicherung) hinzu. Auch war er an der Weiterentwicklung des Energie-Forschungszentrum Niedersachsen (EFZN) zu einem gemeinsamen wissenschaftlichen Zentrum der fünf Universitäten TU Braunschweig, TU Clausthal, Universität Göttingen, Universität Hannover und Universität Oldenburg beteiligt. Hinter Thomas Turek vertritt Ganzer den EFZN-Standort Clausthal unter anderem als stellvertretender Sprecher (Stand: 2024).
Im November 2022 wurde Ganzer, parallel zu seiner universitären Tätigkeit, Managing Director und damit zum Geschäftsführer der in Wien ansässigen Underground Energy Storage Technologies GmbH, einem Unternehmen, das sich vor allem auf die Planung, Entwicklung und Durchführung von Untertagespeicherprojekten, sogenannten Underground Energy Storage Technologies für Erdgas, Kohlendioxid, Wasserstoff und ähnlichen Gasgemischen einschließlich der Bereitstellung der dafür notwendigen technischen Anlagen, Infrastruktur und Betriebsstoffe spezialisiert. Das Unternehmen mit Sitz am Schwarzenbergplatz befindet sich zu 90 Prozent im Besitz der Haslacher Gesellschaft m.b.H aus Graz und zu 10 Prozent im Besitz der bereits erwähnten Leobener HOT Engineering GmbH. Gründer beider Gesellschafterunternehmen ist Diethard Kratzer, der seine Studien in den frühen 1980er Jahren ebenfalls an der Montanuniversität Leoben abgeschlossen hatte.

## Schriften (Auswahl)
- 1997: Petroleum Reservoir Simulation Using Mixed Models (Dissertation)